# Halki (cràter)
Halki és un cràter sobre la superfície del planeta nan Ceres, situat amb el sistema de coordenades planetocèntriques a 27.2 ° de latitud nord i 335.9 ° de longitud est. Fa un diàmetre de 20 km. El nom va ser fet oficial per la UAI el 25 d'agost del 2017 i fa referència a Halki, deessa del blat en la mitologia hitita.